# Kōji Morimoto
Pour les articles homonymes, voir Morimoto.
Kōji Morimoto (森本 晃司, Morimoto Kōji) est un réalisateur et animateur d'animation japonais né le 26 décembre 1959 dans la préfecture de Wakayama.

## Biographie
Kōji Morimoto est né le 26 décembre 1959 dans la préfecture de Wakayama. Il se passionne dès son enfance au dessin ainsi qu'à l'animation et tout particulièrement aux séries Space Battleship Yamato et Ganba no bōken (en). Après être sorti diplômé de l'école de Design d'Ōsaka, il fait ses débuts dans l'animation en 1979 en entrant dans les studios Madhouse.
Il change ensuite de studio pour Annapuru, le studio d'Akio Sugino, où il rencontre sa future femme, l'animatrice Atsuko Fukushima.
En 1984, il travaille pour son compte, et fonde avec Yoshiharu Satō et la productrice Eiko Tanaka (en) le Studio 4°C.

## Filmographie
- 1979 : Ace o nerae - Le film (film) - intervalliste
- 1980 : Makoto-chan (film) - Intervalliste
- 1980-1981 : Ashita no Joe 2 (série télévisée) - Animateur clé
- 1982-1983 : Cobra (série télévisée) - Animateur clé
- 1983 : Urusei Yatsura: Only You (film) - Animateur clé
- 1983 : Golgo 13 (film) - Animateur clé
- 1983 : Genma Taisen (film) - Animateur clé
- 1989 : Kiki la petite sorcière (film) - Animateur clé
- 1984 : SF New Age Lensman (film) - Mecha Design
- 1985 : L'Épée de Kamui (film) - Animateur clé
- 1985 : Bobby ni Kubittake (film) - Animateur clé
- 1987 : Manie Manie (film omnibus) - Animateur clé
- 1987 : Robot Carnival (film omnibus) - Réalisateur (segment Frankenstein's Wheel)
- 1988 : Akira (film) - Assistant Directeur de l'animation
- 1991 : Tobé! Kujira no Peek (film) - Réalisateur
- 1994-1995 : Macross Plus (OAV) - Animateur clé
- 1994 : Lupin III - Tv special no 6 (TV special) - Animateur clé
- 1995 : Memories (film omnibus) - Réalisateur (segment Magnetic Rose)
- 1996 : Extra (clip pour Ken Ishii) - Réalisateur, chara design, storyboard
- 1997 : Noiseman Sound Insect (court métrage) - Réalisateur, co-chara designer
- 1997-1998 : Eternal Family (OAV) - Réalisateur, chara designer, coscénariste
- 1998 : Hustle !! Tokitama-kun (Court métrage) - Réalisateur
- 1998 : 4-Day Weekend (clip pour The Bluetones) - Réalisateur, animation
- 1998-2000 : Blue submarine n°6 (OAV) - Animateur clé
- 1999 : Survival (clip pour Glay) - Réalisateur, chara designer, storyboard
- 2001 : Jiken loop (clip pour Kiseru) - Réalisateur, animation
- 2003 : Animatrix (OAV) - Réalisateur, scénariste (segment Au-Delà)
- 2005 : Exodus (clip pour Hikaru Utada) - Réalisateur, animation
- 2005 : Passion (clip pour Hikaru Utada) - Réalisateur, animation
- 2007 : Genius Party (film omnibus) - Réalisateur, scénariste, storyboard, chara design, animation (segment Dimension bomb)
- 2007 : Breeze (clip pour Genki Rockets) - Réalisateur, animation
- 2013 : Short Peace (film omnibus) - Réalisateur (opening)